# Badmintonnationalmannschaft von Bhutan
Die Badmintonnationalmannschaft von Bhutan (bhutanisch འབྲུག་ཡུལ་བྱ་སྒྲོ་སྤོ་ལོ།ཚན།) repräsentiert Bhutan in internationalen Badmintonwettbewerben. Es gibt separate Nationalmannschaften für Junioren, Damen, Herren und gemischte Teams. Das Nationalteam repräsentiert die Bhutan Badminton Federation.

## Summer Universiade
| Jahr | Resultat           |
| ---- | ------------------ |
| 2017 | Gruppenphase – 21. |

## Südasienspiele
Herrenteam
| Jahr | Resultat     |
| ---- | ------------ |
| 2016 | Gruppenphase |
| 2019 | Gruppenphase |
| 2023 | qualifiziert |

## Nationalspieler
Herren
- Anish Gurung
- Karma Chendru
- Norbu Dradhul
- Nidup Dorji

Frauen
- Phuntsho Choden Thingh
- Samjana Gurung